# Rio Açu
Der Rio Açu ist ein etwa 32 km langer linker Nebenfluss des Rio Piquiri im Westen des brasilianischen Bundesstaats Paraná.

## Geografie

### Lage
Das Einzugsgebiet des Rio Açu befindet sich auf dem Terceiro Planalto Paranaense (Dritte oder Guarapuava-Hochebene von Paraná).

### Verlauf
Sein Quellgebiet liegt im Munizip Terra Roxa auf 342 m Meereshöhe zwischen den Ortschaften Alto Santa Fé und Santa Rita do Oeste an der PR-589.
Der Fluss verläuft in nördlicher Richtung in etwa parallel zur Grenze zwischen den Munizipien Palotina und Terra Roxa. Er fließt im Munizip Terra Roxa von links in den Rio Piquiri. Er mündet auf 228 m Höhe. Die Entfernung zwischen Ursprung und Mündung beträgt 29 km. Er ist etwa 48 km lang.